# Bachchâr ben Bourd
Bachchâr ben Bourd, (en arabe : بشّار بن برد) est un poète arabe d'origine persane né en 714 ou 715 à Basra et mort en 785 ou 786, noyé dans les marais de la Batiha (vaste région marécageuse entre Koufa et Basra) à la suite de son emprisonnement pour zandaqa (hérésie),,.

## Biographie
Sa famille est originaire d'Iran oriental, mais son grand-père fut amené à Basra comme esclave. Son père fut affranchi par une dame de la tribu des Banu Uqayl. C'est donc à Basra que naquit Bachchâr, en 714 ou 715, dans une famille persane arabisée, cliente des Banu Uqayl. Il était aveugle de naissance.